# Good Time
Good Time és un thriller criminal estatunidenc de 2017 dirigit per Josh and Benny Safdie i escrit per Josh Safdie i Ronald Bronstein. La protagonitza Robert Pattinson com a atracador de banc que intenta alliberar el seu germà mentalment discapacitat (Benny Safdie) de custòdia policial després d'acabar a l'hospital Barkhad Abdi, Jennifer Jason Leigh i Buddy Duress també en formen el repartiment. La banda sonora va ser composta pel músic electrònic Oneohtrix Point Never.
La pel·lícula va rebre lloances de la crítica i va ser seleccionada per competir per la Palma d'Or al Festival de Cinema de Cannes de 2017.

## Repartiment
- Robert Pattinson com a Constantine «Connie» Nikas,[5] atractor de bancs ocasional, germà gran de Nick i xicot de Corey.
- Benny Safdie com a Nickolas «Nick» Nikas, germà mentalment discapacitat petit de Connie.
- Buddy Duress com a Ray, delinqüent que Connie confon amb el seu germà.
- Taliah Lennice Webster com a Crystal, adolescent que ajuda Connie.
- Jennifer Jason Leigh com a Corey Ellman, xicota de Connie.
- Barkhad Abdi com a Dash, un guàrdia de seguretat que fa el torn de nit al parc d'atraccions.
- Necro com a Caliph, el delinqüent amic de Ray.
- Peter Verby com a Peter, el psiquiatra de Nick.
- Saida Mansoor com a Agapia Nikas
- Gladys Mathon com a Annie
- Rose Gregorio com a Loren Ellman
- Eric Paykert com a Eric, l'agent de finances.